# Miranda (Cartagena)

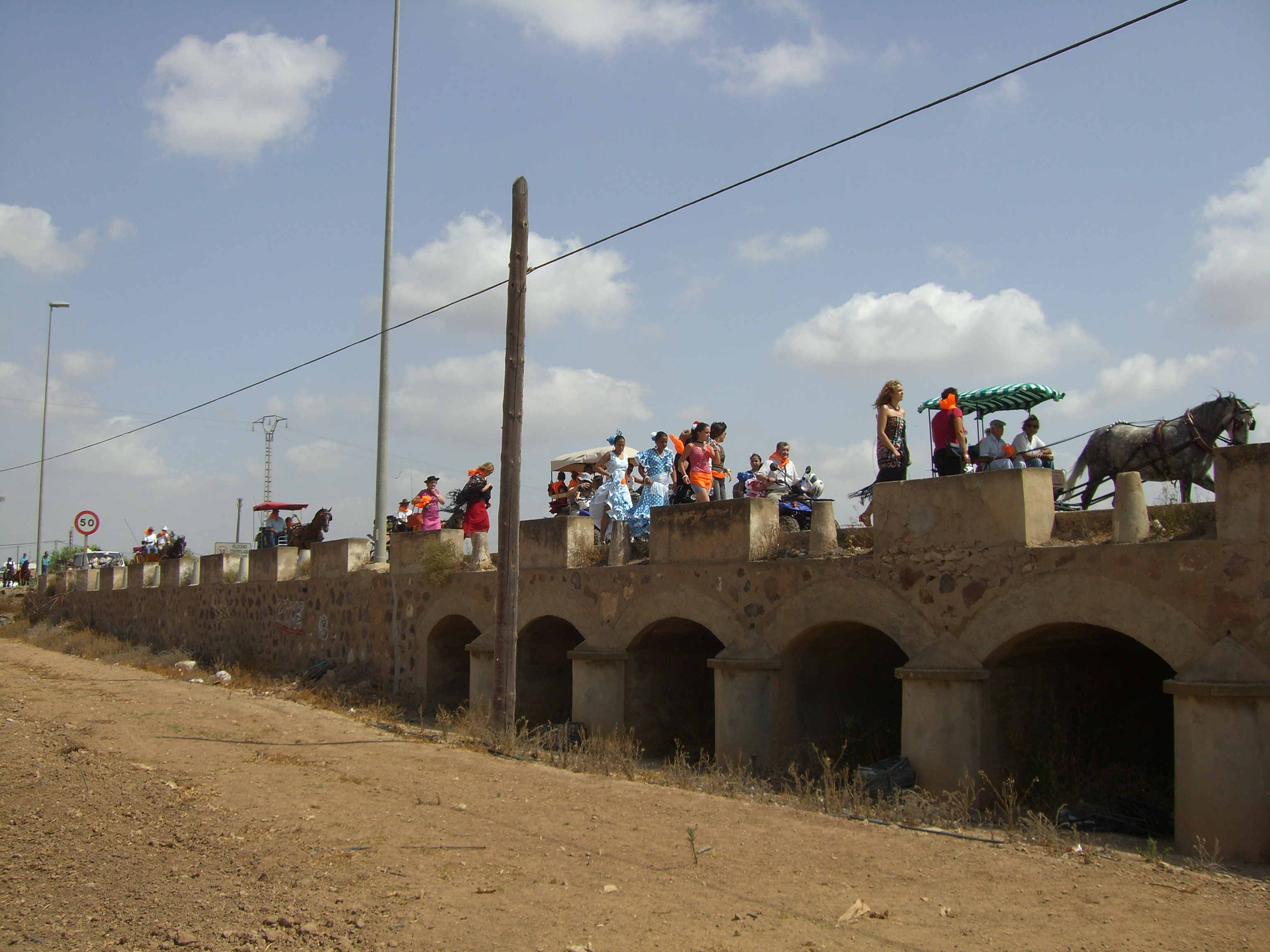
Rambla de Miranda a su paso por los puentes de la N-301.

Miranda es una población y  diputación del término municipal de Cartagena en la comunidad autónoma de Murcia en España (que dista 10.5 km de su centro), y limita con El Albujón y Pozo Estrecho (al Norte), Santa Ana y El Plan (al Este) y La Aljorra (al oeste).
Actualmente comparte junto con la vecina diputación de El Albujón la Junta Vecinal Municipal de Miranda y el Albujón, en un intento de descentralización por parte de la corporación municipal (Ayuntamiento de Cartagena). El actual presidente de dicha junta vecinal (año 2011) es Ángel Nieto Huertas (PP), natural de El Albujón.

## Demografía
Cabe destacar que no existe ningún núcleo urbano denominado en sí mismo como Miranda, si bien, este nombre alude a un conjunto de parajes, caseríos y barrios separados; pero se conoce como tal al núcleo Los Nietos de Miranda, que en su origen conformaba el primer núcleo urbanizado de la zona. Puede decirse que su población es cercana a 1.400 habitantes, repartidos en cuatro zonas o sectores: Miranda, Las Casicas, Los Gallos y Los Vidales. Si se incluyen extranjeros, a esta cifra se le sumarían 296 personas más. Las distintas zonas urbanizadas de Miranda se denominan: barriada de Santiago, Los Nietos de Miranda, Los García, Pozo Dulce, La Torre, Los Gallos y Los Martínez.